# Вюнше, Курт
Курт Вю́нше (нем. Kurt Wünsche; 14 декабря 1929, Обернигк, Силезия — 14 июня 2023) — политик ГДР, член ЛДПГ. Министр юстиции ГДР в 1967—1972 и в 1990 году.

## Биография
Сын химика Курт Вюнше окончил народную и среднюю школу в Дрездене. В 1946 году вступил в Либерально-демократическую партию и ССНМ. До 1951 года находился на партийной работе в Саксонии. В 1951—1954 годах руководил главным отделом организации при центральном правлении ЛДПГ. В связи с событиями 17 июня 1953 года подозревался в шпионской деятельности и некоторое время находился под арестом МГБ ГДР. С 1954 года состоял членом центрального правления, политического комитета партии и занимал должность секретаря центрального правления, в 1960—1965 годах работал на должности заместителя генерального секретаря, а с 1967 года — заместителя председателя ЛДПГ.
В 1954—1959 годах Вюнше поступил на заочное отделение Германской академии государственных и правовых наук имени Вальтера Ульбрихта в Потсдаме. Вместе с Манфредом Герлахом написал работу «Функционирование и развитие Либерально-демократической партии в многопартийной системе Германской Демократической Республики» и получил звание доктора юридических наук. В 1954—1972 годах Вюнше являлся депутатом Народной палаты ГДР, входил в молодёжный комитет, затем в комитет по юстиции и правовой комитет. В 1965 года Вюнше сменил Макса Зурбира на посту заместителя председателя Совета министров ГДР, а в 1967 году стал преемником Хильды Беньямин на посту министра юстиции. В 1972 году Вюнше вышел в отставку с поста министра юстиции в связи с конфликтом по вопросам правовой системы и национализации частных и полугосударственных предприятий.
Курт Вюнше являлся ординарным профессором судоустройства в Берлинском университете имени Гумбольдта. С 11 января по 16 августа 1990 года Вюнше был вновь назначен министром юстиции в правительстве Ханса Модрова и Лотара де Мезьера.

## Труды
- Funktion und Entwicklung der Liberal-Demokratischen Partei Deutschlands im Mehrparteiensystem der Deutschen Demokratischen Republik, phil. Diss., Potsdam 1964.
- Grundlagen der Rechtspflege. Lehrbuch, Berlin 1983.